# 國道9號 (芬蘭)
國道9號（芬蘭語：Valtatie 9）是一條橫貫芬蘭中部的公路，連接西南部圖爾庫和約恩蘇以東接壤俄羅斯的邊境。全長663公里。其中庫奧皮奧—圖爾庫段為歐洲E63公路的一部分。